# Graphiq
Graphiq (anteriormente FindTheBest) es una empresa de tecnología semántica que utiliza la inteligencia artificial para crear rápidamente infografías interactivas basadas en datos. Su intención es similar a la de Wolfram Alpha, que está diseñada para proporcionar a los usuarios información directa sobre una variedad de temas en lugar de pasar por un motor de búsqueda.
Graphiq tiene su sede en Santa Bárbara, California y ha recaudado un total de 32 millones de dólares en financiamiento de empresas de capital de riesgo para el año 2013.
En mayo de 2017, Amazon adquirió Graphiq por un valor estimado de 50 millones de dólares.
Graphiq anunció que sus funciones para los editores de noticias ya no estarían disponibles el 21 de julio de 2017 como parte de la transición.

## Historia
La compañía fue fundada en 2009 como FindTheBest por Kevin J. O'Connor, ex CEO y cofundador de DoubleClick, Scott Leonard y Brayton Johnson. El sitio fue lanzado públicamente en 2010 con nueve categorías de comparación, incluyendo salud, educación, negocios y deportes. El emprendimiento fue financiado con una inversión inicial de $750,000 cada uno de los fundadores, seguido de $2 millones por Kleiner Perkins Caufield & Byers en diciembre de 2010.
En 2011, Kleiner Perkins Caufield & Byers invirtió $4 millones adicionales en la compañía. También recibió $11 millones adicionales en fondos de la Serie B de New World Ventures, Montgomery & Co., Kleiner Perkins Caufield & Byers, Pritzker Group, Venture Capital y otros. En mayo de 2014, FindTheBest había alcanzado los 23 millones de visitas al mes y empleaba a un equipo de aproximadamente 110 personas.
En 2011, lanzó FindTheData.com. La opción AssistMe fue añadida en 2012. En enero de 2013, la compañía realizó su primera expansión internacional y lanzó sus instalaciones en España, Corea del Sur y Nueva Zelanda. En abril de 2013, la compañía lanzó sus instalaciones en Alemania y el Reino Unido. Su sitio de investigación inmobiliaria FindTheHome fue lanzado en 2014.
En agosto de 2015, la empresa cambió su marca a Graphiq Inc. y lanzó un nuevo conjunto de herramientas para los editores. En ese momento, la base de datos de la compañía incluía 1.000 millones de entidades, 120.000 millones de atributos y 25.000 millones de relaciones.

## Producto
El producto estrella de Graphiq para creadores de contenido en línea, Graphiq Search, permite a los usuarios acceder a su biblioteca de visualizaciones interactivas 10B+. Además, Graphiq ofrece 22 sitios de investigación alineados verticalmente que permiten a los consumidores investigar temas importantes. La empresa afirma que 33 millones de visitantes utilizan los sitios de investigación de Graphiq cada mes. Los datos de Graphiq se extraen de una variedad de fuentes públicas y privadas y se presentan a los usuarios en una tabla visual con filtros y clasificaciones.
La principal interfaz de consumo de la empresa es un grupo de sitios de investigación alineados verticalmente, que permiten a los usuarios buscar productos y servicios en un dispositivo de escritorio o móvil. También pueden añadir o editar listados de productos y servicios. Cada edición es revisada por el equipo de Graphiq antes de su puesta en marcha.
Los productos de la compañía para creadores de contenido en línea y periodistas incluían Graphiq Search, Feed y Plugins. Los editores que utilizan visualizaciones Graphiq incluyen AOL, MSN, The International Business Times y Hearst Newspapers. En agosto de 2016, Reuters anunció una asociación con Graphiq para entregar un conjunto de visualizaciones interactivas a los clientes de Reuters. En octubre de 2016, The Associated Press anunció una colaboración ampliada con Graphiq para introducir visualizaciones emparejadas con contenido de texto AP.

### Sitios
Al 15 de febrero de 2017
AllPatents.com
ArmsRack.com

AxleGeeks.com

CareerTrends.com

Corporate.com

Credio.com

FindTheBest.com

FindTheCompany.com

GearSuite.com

HealthGrove.com

HomeOwl.com

InsideGov.com

MooseRoots.com

PetBreeds.com

PickBan.com

Pikasaur.com

Platform.com

PointAfter.com

PrettyFamous.com

SoftwareInsider.com

SpecOut.com

StartClass.com 

## Modelo de negocio
El sitio intenta cerrar la brecha entre los motores de búsqueda como Google y los servicios de tipo revisión como Yelp. O'Connor lo describe como un "motor de investigación". Cada sitio de investigación es gratuito para los consumidores y se monetiza con anuncios. Las visualizaciones se extraen de la misma base de datos que alimenta los sitios de investigación y cada visualización incluye el logotipo de Graphiq y un enlace a uno de los sitios de investigación de la compañía donde monetizan a los usuarios con anuncios.